# (9047) 1991 QF
1991 كيو أف (ويعرف أيضًا باسم (9047) 1991 كيو أف وفق تسمية الكوكب الصغير) (بالإنجليزية: 1991 QF)‏؛ هو كويكب ضمن حزام الكويكبات.
اكتُشف هذا الجُرم الفلكي بواسطة روبرت إتش ماكنوت في 30 أغسطس 1991، وترتيبه 9047 من حيث الاكتشاف.

## الوصف
اكتُشف 90471991QF في 30 أغسطس 1991 في مرصد سايدنغ سبرينغ، الواقع في وارومبونغل، نيوساوث ويلز في أستراليا، بواسطة عالم الفلك البريطاني روبرت إتش ماكنوت. وقد رصد المشروع 1,664 مشاهدة للكويكب إلى غاية 3 فبراير 2022 بتوقيت منطقة المحيط الهادئ، أي في مدة قدرها 11,089 يومًا (30.4 عام). تستغرق الفترة المدارية للكويكب 1,470 يومًا (4 عام).

## الخصائص المدارية
يتميز مدار هذا الكويكب بنصف محور رئيسي يبلغ 2.53 وحدة فلكية، وحضيض قدره 1.74 وحدة فلكية، وانحراف قدره 0.313 وزاوية ميلان 16.9 درجة بالنسبة لمسار الشمس. بسبب هذه الخصائص، أي نصف المحور الرئيسي بين 2 و3.2 وحدة فلكية وحضيض أكبر من 1,666 وحدة فلكية، يُصنف هذا الجُرم الفلكي وفقًا لقاعدة بيانات مختبر الدفع النفاث لأجرام النظام الشمسي الصغيرة كائنًا من حزام الكويكبات الرئيسي.

## الخصائص الفيزيائية
يُقدر القدر المطلق (H) لـ90471991QF بـ14.26 ووضاءته بـ0.193، مما يمكِّن تقدير قطره بـ 4.378كم. استُخلصت هذه النتائج بفضل ملاحظات مستكشف الأشعة تحت الحمراء عريض المجال (WISE)، وهو مرصد فضائي أمريكي وُضع في المدار في عام 2009 ويراقب السماء بأكملها بالأشعة تحت الحمراء، في عام 2011، نُشرت النتائج الأولى المتعلقة بالكويكبات من الحزام الرئيسي.

## وصلات خارجية
- (9047) 1991 QF في قاعدة بيانات مختبر الدفع النفاث لأجرام النظام الشمسي الصغيرة

- الاكتشاف · مخطط المدار ·  العناصر المدارية · المعلمات المادية

- (9047) 1991 QF على موقع ويكي سكاي: DSS2, SDSS, GALEX, IRAS, Hydrogen α, X-Ray, Astrophoto, Sky Map, Articles and images